# 方天雨
方天雨（1464年—？），字濟甫，浙江嚴州府淳安縣人，明朝政治人物。

## 生平
成化二十二年（1486年）丙午科浙江鄉試第三十二名舉人。弘治十五年（1502年）中式壬戌科會試第二百九十九名，二甲第十八名進士。累官工部郎中。正德六年（1511年）春，陞貴州布政使司左參議。

## 家族
曾祖方原仁；祖父方文傑，封監察御史；父方中，按察司副使。母何氏（封孺人）。永感下。弟天叙、天民、天陟。

## 佚事
劉瑾當權期間，禁止天下用「天」等字為名。方天雨被迫改名方雨。劉瑾伏誅後復名。